# Distrito de Srinagar
Srinagar (en hindi; श्रीनगर, जम्मू और कश्मीर) es un distrito de la India en el estado de Jammu y Cachemira. Código ISO: IN.JK.SR.
Comprende una superficie de 2 228 km².
El centro administrativo es la ciudad de Srinagar.

## Demografía
Según censo 2011 contaba con una población total de 1 269 751 habitantes, de los cuales 594 084 eran mujeres y 675 667 varones.